# Purnitz
Die Purnitz, früher auch als Kleine Jeetze bezeichnet, ist ein Fließgewässer 3. Ordnung im Flusssystem der Jeetze im Altmarkkreis Salzwedel. Sie entspringt nördlich des Drömlings, südlich der Stadt Klötze in der südwestlichen Altmark im Norden Sachsen-Anhalts. Von dort führt ihr Lauf nach Norden durch die Stadt Klötze, nimmt die Nebengewässer Salzgraben, Baarser Mühlengraben und Landgraben auf, um südöstlich von Dambeck und nordwestlich von Maxdorf, Ortsteilen der Kreisstadt Salzwedel, in die Jeetze zu münden. Die Purnitz entwässert das Große Bruch zwischen Apenburg und Siedentramm. Hier fließt sie nur wenige Meter entfernt von dem hier entspringenden Nebenfluss der Milde, der Unteren Milde, die östlich wegfließt. Der Name des Flusses ist slawischen Ursprungs.
Zu den wichtigsten Fischarten des Flusses zählen Karpfen, Schleie und Plötzen.
In Klötze sind ein Kindergarten und eine Grundschule nach dem Fluss benannt.